# Mariti in pericolo (film 1961)
Mariti in pericolo è un film del 1961 diretto da Mauro Morassi.
La pellicola ha come protagonisti i fratelli Mario e Memmo Carotenuto. Gli esterni del film furono interamente girati a Spoleto.

## Trama
Mario e Memmo sono due soci in affari che non hanno dubbi sulla fedeltà delle loro poco avvenenti mogli e tendono a concedersi scappatelle. Mario invita nella sua città una ragazza conosciuta a Milano, Silvana, della quale si innamorano entrambi. La moglie di Memmo, gelosissima, non dà pace al marito, mentre la moglie di Mario appare quasi indifferente. Ciò desta i sospetti di Mario, il quale pensa che la moglie lo tradisca; e proprio con Memmo! In realtà la moglie di Mario va a trovare di nascosto la propria madre, che alla fine risolverà tale intricata situazione, permettendo ai due di tornare in pace dalle proprie mogli e a Silvana di tornare a Milano.